# 张景虎
张景虎（？年—），男，中华人民共和国政治人物，中共二十大代表。

## 生平
1986年7月毕业于安徽师范大学政教系思想政治教育专业。长期在中组部工作，曾任中组部研究室（政策法规局）巡视员、副主任（副局长），中组部办公厅主任等职。现任中组部秘书长。